# Нова вулиця (Мелітополь)
Нова вулиця — вулиця Мелітополя. Йде від вулиці Івана Богуна до п'ятиповерхових будинків-хрущовок на проспекті Богдана Хмельницького, перетинаючись із Мурманським провулком.
Повністю складається із приватного сектора. Покриття ґрунтове. Довжина вулиці — 845 метрів.

## Назва
Нова — поширена назва вулиць в містах України. Так називали вулиці, які прорізалися і забудовувалися пізніше за інші вулиці району.

## Історія
Точна дата появи вулиці невідома. Вперше Нова вулиця згадується 20 грудня 1946 року у протоколах засідань міськвиконкому.
Примітно, що на той час усі суміжні вулиці мали інші назви. Так, Івана Богуна називалася вулицею Папаніна, на місці майбутнього проспекту Богдана Хмельницького знаходилася Якимівська вулиця, а Мурманський провулок був ще безіменним.

## Галерея
|                                                          |                                           |                                    |                             |
| виїзд до дворів хрущовок проспекту Богдана Хмельницького | вид у бік проспекту Богдана Хмельницького | перехрестя з Мурманським провулком | в'їзд з вулиці Івана Богуна |